# Sami Rähmönen
Sami Rähmönen, né le 19 avril 1987 à Turku en Finlande, est un footballeur finlando-marocain. Il évolue au poste de défenseur au Turun Palloseura. Il possède la double nationalité marocaine et finlandaise.

## Biographie
Sami naît à Turku en Finlande de parents marocains. Âgé de douze ans, il intègre en 1999 le centre de formation du Turun Palloseura, club dans lequel il fait ses débuts professionnels en 2005.
Ayant à son actif près de 350 matchs avec le Turun Palloseura, il est le joueur le plus capé du club.

## Palmarès
Turun Palloseura
- Coupe de Finlande (1) :
  - Vainqueur : 2010.
  - Finaliste : 2005.

- Coupe de la Ligue finlandaise (1) :
  - Vainqueur : 2012.
  - Finaliste : 2008.